# Trax (juego)

Una pieza del juego

Trax es un juego de estrategia abstracta para dos jugadores, que tratan de unir circuitos o líneas para ganar, inventado por David Smith en 1980.
El juego consiste con un conjunto de piezas cuadradas idénticas en las que un lado de ellas tiene líneas rectas rojas y blancas, y el otro curvas rojas y blancas.

## Historia
El juego fue inventado en 1980 por David Smith, un contable de Christchurch, Nueva Zelanda. Este creó cinco juegos entre 1970 y 1980, incluyendo uno llamado Chess Cards, una variante del ajedrez en la que los jugadores podían elegir robar una carta (con una pieza de ajedrez impresa en el anverso) o mover una carta que ya estaba en juego según las reglas de la pieza revelada. Chess Cards consistía en un juego «sin tablero», donde una vez extraída la carta esta podía jugarse sobre cualquier superficie plana, sujeto a reglas adicionales que evitarían jugarlas de forma aislada de las que ya estaban en juego. En noviembre de 1980, Smith comenzó a desarrollar el aspecto sin tablero de Chess Cards en un juego más original y abstracto, lo que condujo a Trax. Rápidamente desarrolló la idea de los tramos de dos colores, pero descubrió que el juego podía detenerse si tres bordes coincidían en los mismos colores, lo que lo llevó a inventar la regla del juego forzado, aproximadamente una semana después, el 26 de noviembre.
El juego se lanzó por primera vez en Nueva Zelanda y Estados Unidos en 1982. Originalmente, las fichas estaban hechas de cartón y eran rojas con líneas blancas y negras. A medida que el juego se hizo más popular, las fichas se cambiaron a plástico de alta densidad con los mismos colores. El cambio a mosaicos negros con líneas rojas y blancas tuvo lugar en 2005.
En 1999, Microsoft Corporation seleccionó a Trax como uno de los primeros juegos patentados en su Internet Gaming Zone. En la conferencia internacional sobre tecnología programable en línea de 2015 en Queenstown Nueva Zelanda, fue seleccionado para el concurso de diseño para la implementación utilizando un procesador de matriz de puerta programable en línea. 
El actual campeón mundial es Donald Bailey, profesor de ingeniería de la Universidad de Massey en Nueva Zelanda. A partir de 2018 , con la excepción de una derrota en la final de 1994, ha ganado todos los campeonatos mundiales de Trax desde 1990.

## Estrategia
Los jugadores, cada uno con un color, colocan las piezas de modo que los colores de las pistas adyacentes coincidan. El objetivo es conseguir un circuito o línea de su color mientras intentan evitar que el adversario a su vez complete un circuito o línea de su color.
Si una pieza jugada en cualquier turno forma un espacio o espacios vacíos en la pista del mismo color, ese mismo jugador tiene que jugar en su turno una o más piezas con el objeto de acoplar el mismo color de pista, ya sea blanca o roja. Esta acción es conocida como jugada obligada. Un turno no finaliza hasta completar los espacios restantes que forman las pistas de ambos colores.
En España el juego fue introducido por la fábrica de naipes vitoriana Heraclio-Fournier en 1986, con el nombre de Fournier-Trax-El nuevo juego de estrategia, sin conseguir el éxito esperado. En 2006 una nueva versión con piezas negras fue puesta a la venta por la misma empresa.